# 馬狩・地球の聲温泉
馬狩・地球の聲温泉（まがり・ちきゅうのこえおんせん）は、岐阜県大野郡白川村にある温泉。
アクセス的に、世界遺産の白川郷にも近い。
ただし、記事名で呼称されることはあまりなく、トヨタ白川郷自然學校温泉と言われることもある。

## 泉質
- アルカリ性単純温泉
  - 泉温　52℃

## 温泉地
白山国立公園の麓、白川郷から程近い山中に位置。
標高700メートルの高所に研修宿泊施設「トヨタ白川郷自然學校」が1軒存在する。
宿泊・日帰り入浴可能。設備は殆ど、ホテルと変わりない。運営理念として、「自然と触れ合うことで、社会のためになることを」と掲げている。

## 歴史
- 2005年（平成17年）4月に、「トヨタ白川郷自然學校」の開校と同時に、開湯。

## アクセス
- JR高山本線高山駅よりバスで50分、バス停「白川郷」下車。バス停「白川郷」より、ホテルの無料送迎バスで10分。

- 東海北陸自動車道白川郷ICより、車で10分。